# Navajo Trail Raiders
Navajo Trail Raiders è un film del 1949 diretto da R.G. Springsteen.
È un western statunitense con Allan Lane.

## Produzione
Il film, diretto da R.G. Springsteen su una sceneggiatura di M. Coates Webster, fu prodotto da Gordon Kay, come produttore associato, per la Republic Pictures e girato nell'Iverson Ranch a Chatsworth, Los Angeles, California, da metà luglio a fine luglio 1949.

## Distribuzione
Il film fu distribuito negli Stati Uniti dal 15 ottobre 1949 al cinema dalla Republic Pictures. È stato distribuito anche in Brasile con il titolo Nas Malhas da Justiça.

## Promozione
Le tagline sono:
- 'ROCKY' RIDES THE GUN-SMOKE TRAIL... to face the most ruthless band of raiders ever to ravage the west!
- THE WEST'S TOUGHEST FIGHTER IN THE TOUGHEST FIGHT OF HIS LIFE!... "Rocky" proves no risk's too great to save the life of a friend!
- NO FRIEND OF MINE WILL HANG FOR MURDER! See "Rocky" in his most desperate adventures... a fight for the life of a friend!